# Gioacchino III di Costantinopoli
Gioacchino III il Magnifico (in greco Ιωακείμ Γ' ο Μεγαλοπρεπής?; Costantinopoli, 30 gennaio 1834 – Costantinopoli, 26 novembre 1912) è stato un arcivescovo ortodosso ottomano, che ha ricoperto la carica di patriarca ecumenico di Costantinopoli dal 1878 al 1884 e dal 1901 al 1912.
Gioacchino nacque a Costantinopoli nel 1834, di origine arumena da Kruševo. Studiò a Vienna. Tra il 1858 e il 1861 fu diacono nel sacro tempio di San Giorgio. Nel 1864 fu eletto vescovo di Varna e nel 1874 metropolita di Salonicco.
Al tempo del suo primo regno, lavorò al miglioramento dello stato finanziario del Patriarcato. Nel 1880 fondò la rivista Truth e compì vari altri atti di beneficenza. Nel 1884 fu costretto a rassegnare le dimissioni perché reagì alle richieste del governo turco di abolire i privilegi concessi alla Chiesa ortodossa. Si ritirò nella sua città natale e visitò i patriarcati di Alessandria, Gerusalemme e Antiochia, e infine si stabilì nel Monastero della Grande Lavra del Monte Athos, dove rimase per 12 anni.
Dopo le congratulazioni ricevute dal mondo ortodosso per la sua seconda intronizzazione, nel 1902 Gioacchino III scrive un'enciclica sul tema dell'unità dei Cristiani e sul suo ardente desiderio di unione con tutti coloro che condividono la fede in Cristo. Nel 1908 pubblica un Tomos patriarcale e sinodale, in cui le comunità greco-ortodosse operanti in Europa, America e altri paesi venivano annesse al Patriarcato ecumenico. Da patriarca tentò ripetutamente di trovare una soluzione allo scisma bulgaro, ma con scarso successo. Gioacchino era massone, membro della loggia «Πρόοδος» di Costantinopoli. Fu insignito dell'Ordine serbo della Croce di Takovo. È visto come uno dei patriarchi più importanti del novecento e dei tempi moderni.